# Tåg (tidning)
Tåg är en tidning som handlar om järnväg och modelljärnväg som ges ut av Svenska Järnvägsklubben sedan 1966. Tidningen, som har en upplaga på 5 200 exemplar, kommer ut 10 gånger om året och är avsedd för järnvägsintresserade. Det är främst medlemmar i Svenska Järnvägsklubben som får tidningen, dock är det ingen medlemstidning utan den finns att köpa i handeln. Redaktören heter Jan Ericson.